# Трощенков, Пётр Петрович
Пётр Петрович Трощенков (род. 6 ноября 1961, Ленинград) — советский и российский барабанщик. Участник групп «Аквариум», «Трилистник», ансамбля п/у Давида Голощекина, «Заповедник», «Вермишель Оркестра», «Слон в темноте» и других.

## Биография
После школы поступил в музыкальное училище имени М. П. Мусоргского по классу ударных, где несколькими курсами старше учился Евгений Губерман. По рекомендации Губермана Трощенков попадает в джаз-банд Давида Голощёкина. Зимой 1982 года Губерман решает переехать в Москву и знакомит Трощенкова с музыкантами «Аквариума», где он на тот момент играл. После ухода Губермана из группы, Пётр становится барабанщиком «Аквариума» и играет в группе вплоть до официального последнего концерта «Аквариума» в 1991 году. После этого с декабря 1991 года и до роспуска в августе 1992 года играет в «БГ-бэнде». В новом «Аквариуме» участия не принимает (кроме концерта к 25-летию «Аквариума»).
С 1989 по 1996 год играет в группе Дюши Романова «Трилистник». В 1991 году вместе с экс-басистом Аквариума и «БГ-бэнда» Сергеем Березовым создаёт свой проект — «Заповедник». Все это время много играет в разных джазовых коллективах. С 1989 года много играет в Европе, в том числе вместе с Губерманом. Постоянно с энтузиазмом принимает участие в новых петербургских музыкальных проектах. В 2000 году создал собственный проект «Троп».

## Награды
- Почётная грамота Президиума Верховной Рады Автономной Республики Крым (20 мая 2000 года) — за активное участие в III Международном фестивале духовой и джазовой музыки «Золотой грифон», пропаганду лучших образцов отечественной и зарубежной музыкальной культуры и высокое профессиональное мастерство[1].